# Férfi csapat nyújtógyakorlat az 1896. évi nyári olimpiai játékokon
Az 1896. évi nyári olimpiai játékokon csapat nyújtógyakorlatot is rendeztek a torna versenyszámain belül. Csak a német csapat indult 11 versenyzővel.

## Eredmény
| Helyezés | Csapat            | Csapatkapitány | Versenyzők |
| -------- | ----------------- | -------------- | --- |
| Arany    | Németország (GER) | Fritz Hofmann  | Conrad Böcker, Alfred Flatow, Gustav Flatow, Georg Hilmar, Friedrich Manteuffel, Karl Neukirch, Richard Röstel, Gustav Schuft, Carl Schuhmann, Hermann Weingärtner |